# 邇保姫神社
邇保姫神社（にほひめじんじゃ）は、広島県広島市南区西本浦町にある神社である。旧社格は村社。旧称正八幡宮。

## 祭神
爾保都比売神（にほつひめのかみ）を主祭神とし、帯中津日子神（仲哀天皇）・息長帯日売神（神功皇后）・品陀和氣神（応神天皇）を配祀する。邇保都比売神は、神名から丹生都姫神と同神とされ、古代この地が朱砂の産地であったことを示すものである。

## 歴史
社伝によれば、神功皇后が三韓征伐の帰途に当地で一泊し、霊験のあった爾保都比売神を鎮祭した。翌日出発する際に邪気祓いとして放った矢が現在地の山に当たったので、その矢を神体として仁保島（現在の黄金山）の鎮守としたのが神社の始まりであるという。
仁和元年（885年）、宇佐八幡宮を勧請し、正八幡宮と称した。
昭和20年（1945年）の原爆投下時、社殿は爆風により傾いたものの倒壊せずに残り、被爆者の救護にも利用されたという。
平成8年（1996年）10月、本殿・拝殿・手水舎が広島市の被爆建物リストに登録された。
平成19年（2007年）9月27日未明に出火、本殿や拝殿などを焼失した。焼失した社殿は、建築様式から享保年間に再建されたものとみられる。これにより被爆建物リストには手水舎のみの記載となった。
平成20年（2008年）4月、復興造営事業奉賛会が結成された。
平成22年（2010年）6月25日、拝殿の「工匠（こうしょう）の儀」（上棟式）が行われた。
平成22年（2010年）11月30日、拝殿の完成により、ご神体を拝殿奥にある仮神殿に運び神殿とする遷座祭が行われた。